# Fuchs (pantserwagen)
De Transportpanzer 1 (TPz 1) Fuchs (Nederlands: vos) is een Duits 6x6 amfibisch pantservoertuig.
Het voertuig werd ontwikkeld door Daimler-Benz maar gefabriceerd en verder ontwikkeld door Rheinmetall MAN Military Vehicles (RMMV). Fuchs was het tweede gepantserde wielvoertuig van de West-Duitse Bundeswehr. De Fuchs wordt gebruikt voor verschillende taken zoals troepentransport, als genievoertuig, EOD-voertuig, NBC-verkenning en elektronische oorlogsvoering. RMMV en zijn voorgangers produceerden 1236 Fuchs 1’s, de meeste voor de Bundeswehr.
De Fuchs 2 is een doorontwikkeling van het ontwerp, en werd voor het eerst getoond in 2001. De Fuchs 2 is momenteel in productie voor export naar Algerije, Koeweit en de Verenigde Arabische Emiraten.
Het voertuig is genoemd naar de vos (Vulpes vulpes), die in het Duits "Fuchs" genoemd wordt.

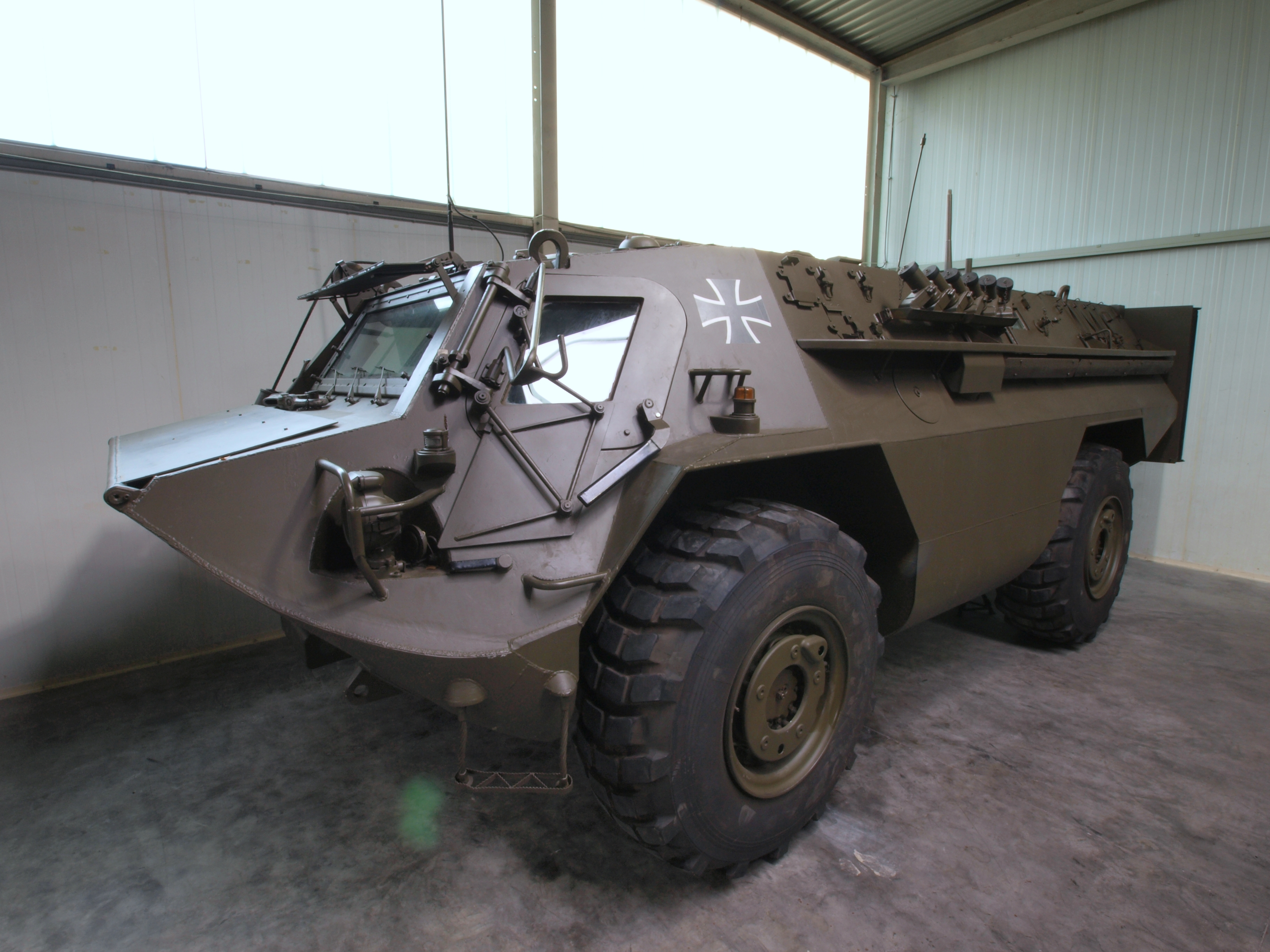
Fuchs 4x4 prototype

## Techniek

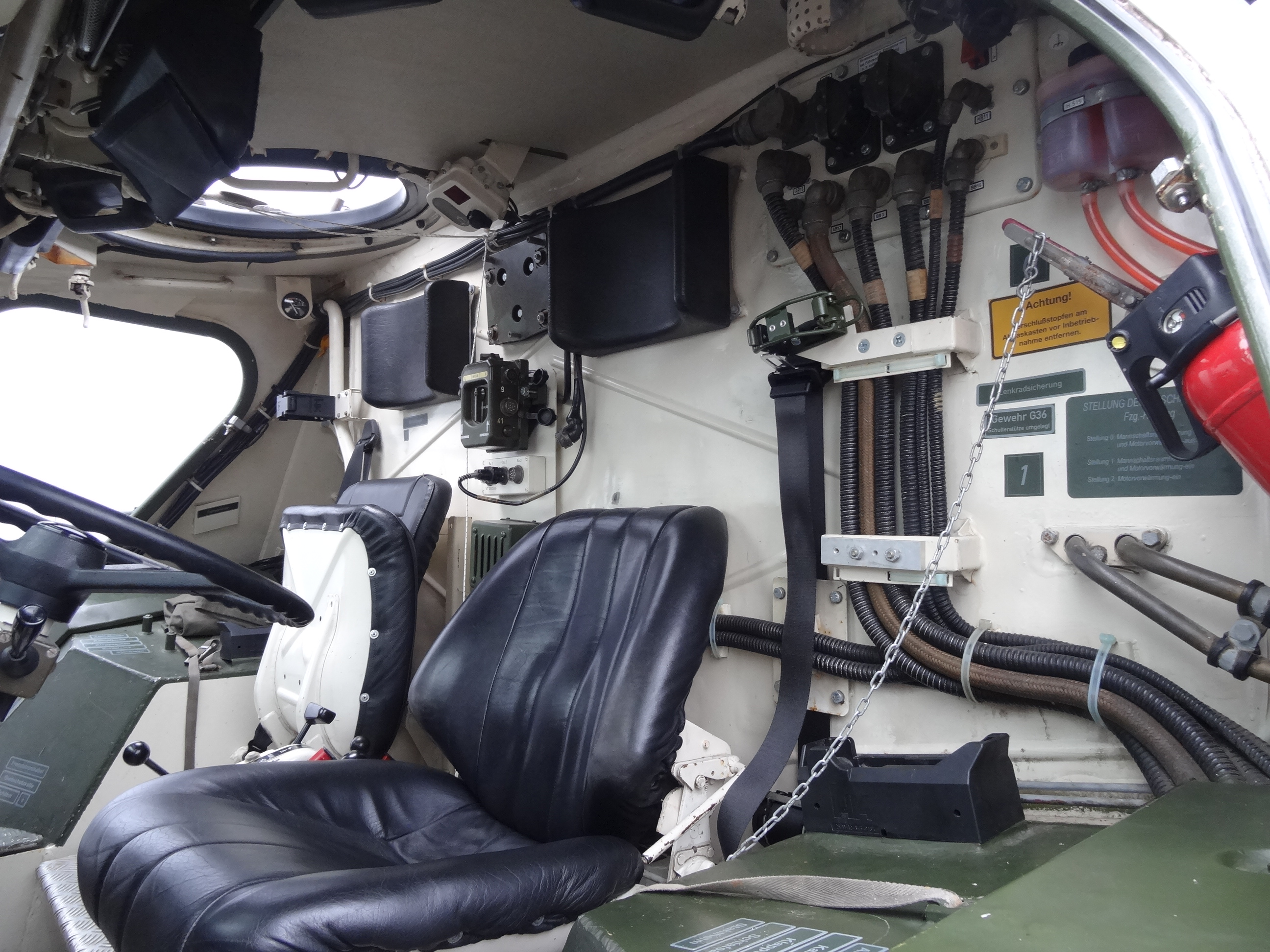
Cabine. De tunnel en de rijperiscoop zijn goed te zien)

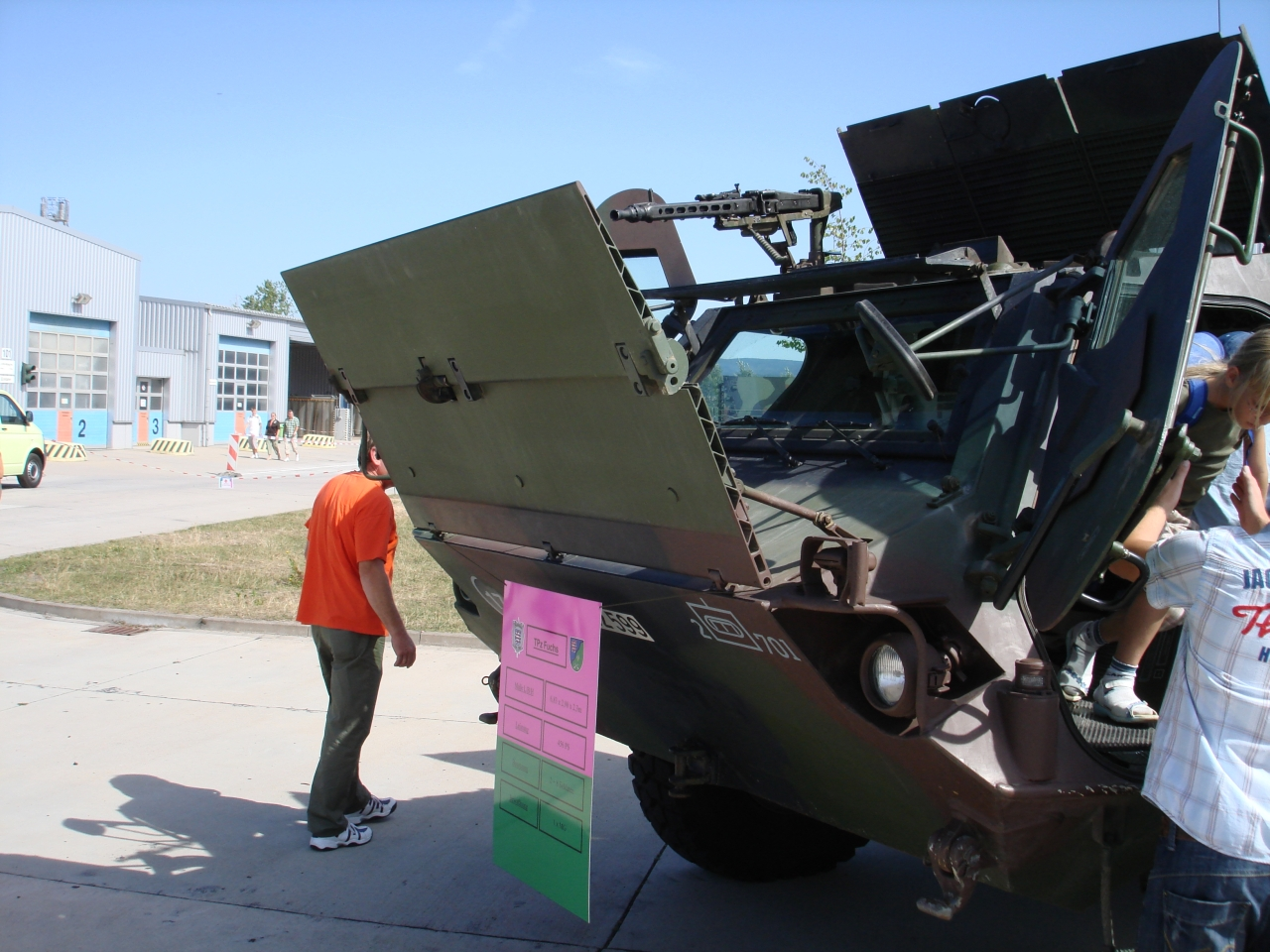
Omhooggeklapte boeggolfkeerplaat. Ook is de MG3 mitrailleur te zien die bij het bijrijdersluik gemonteerd is.

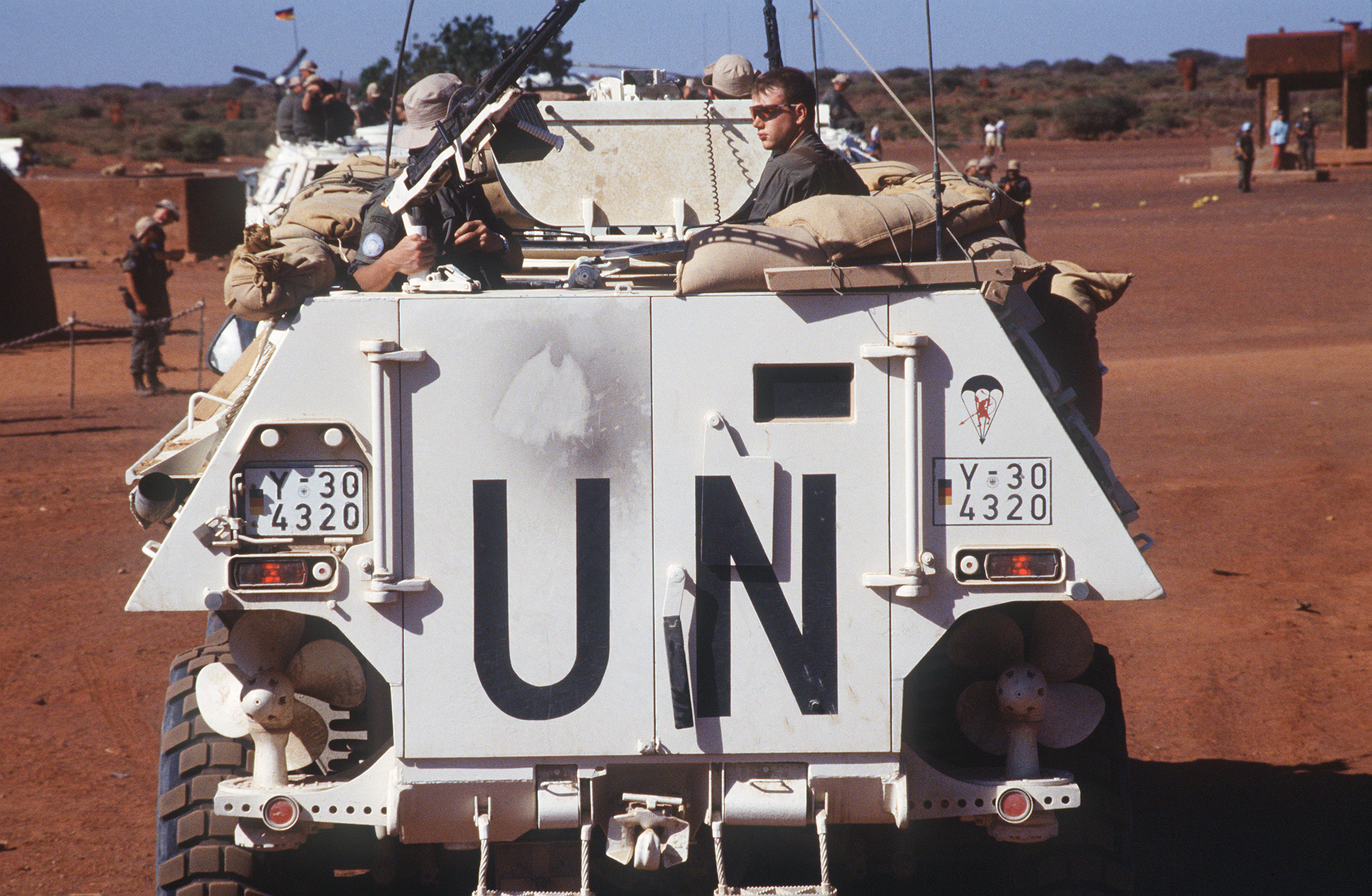
Fuchs van Duitse UNOSOM II troepen (1993). De schroeven zijn goed te zien

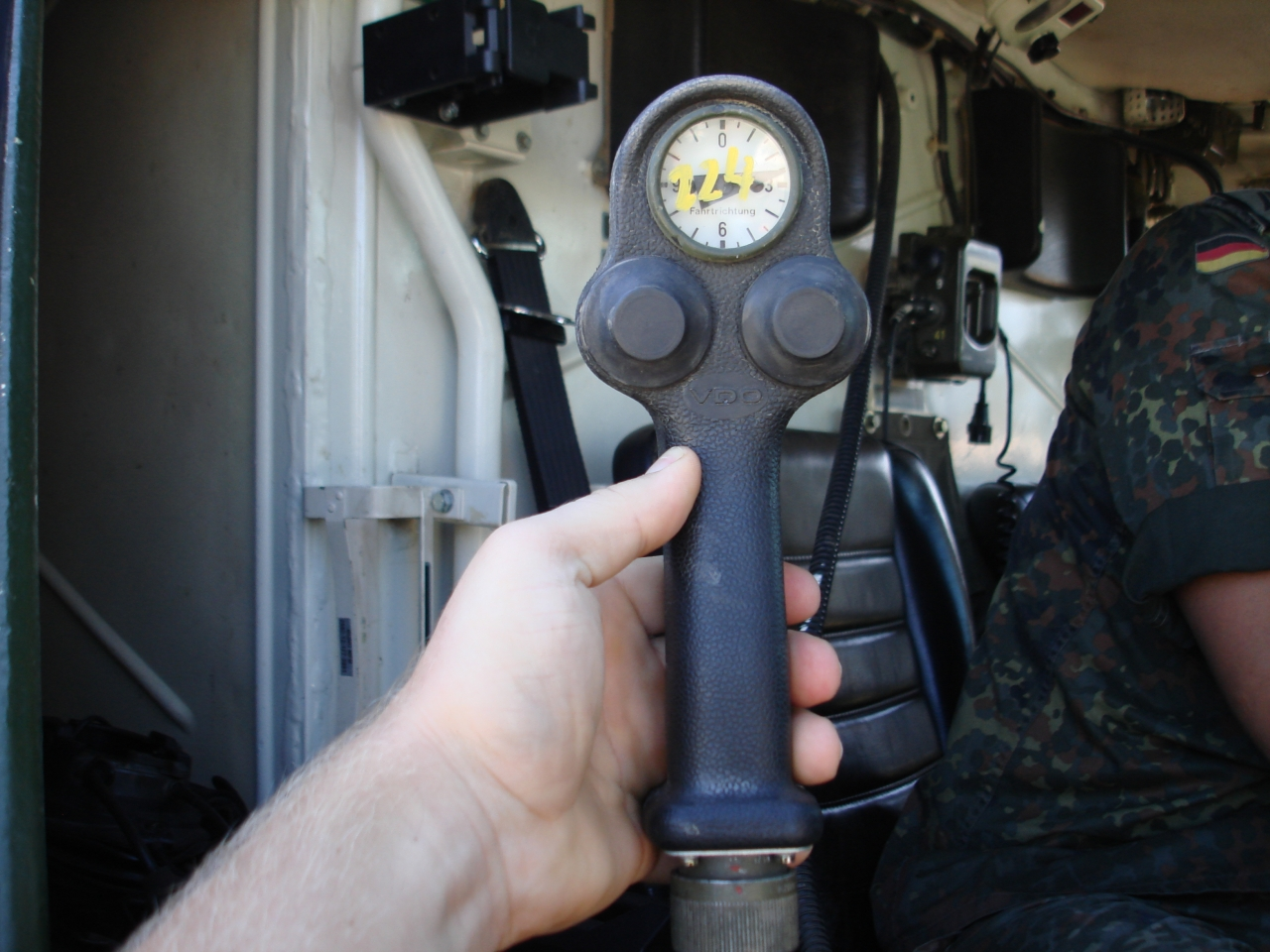
”Schwimmgriff” van de Fuchs. Het klokje geeft de stand van de roerpropeller aan.

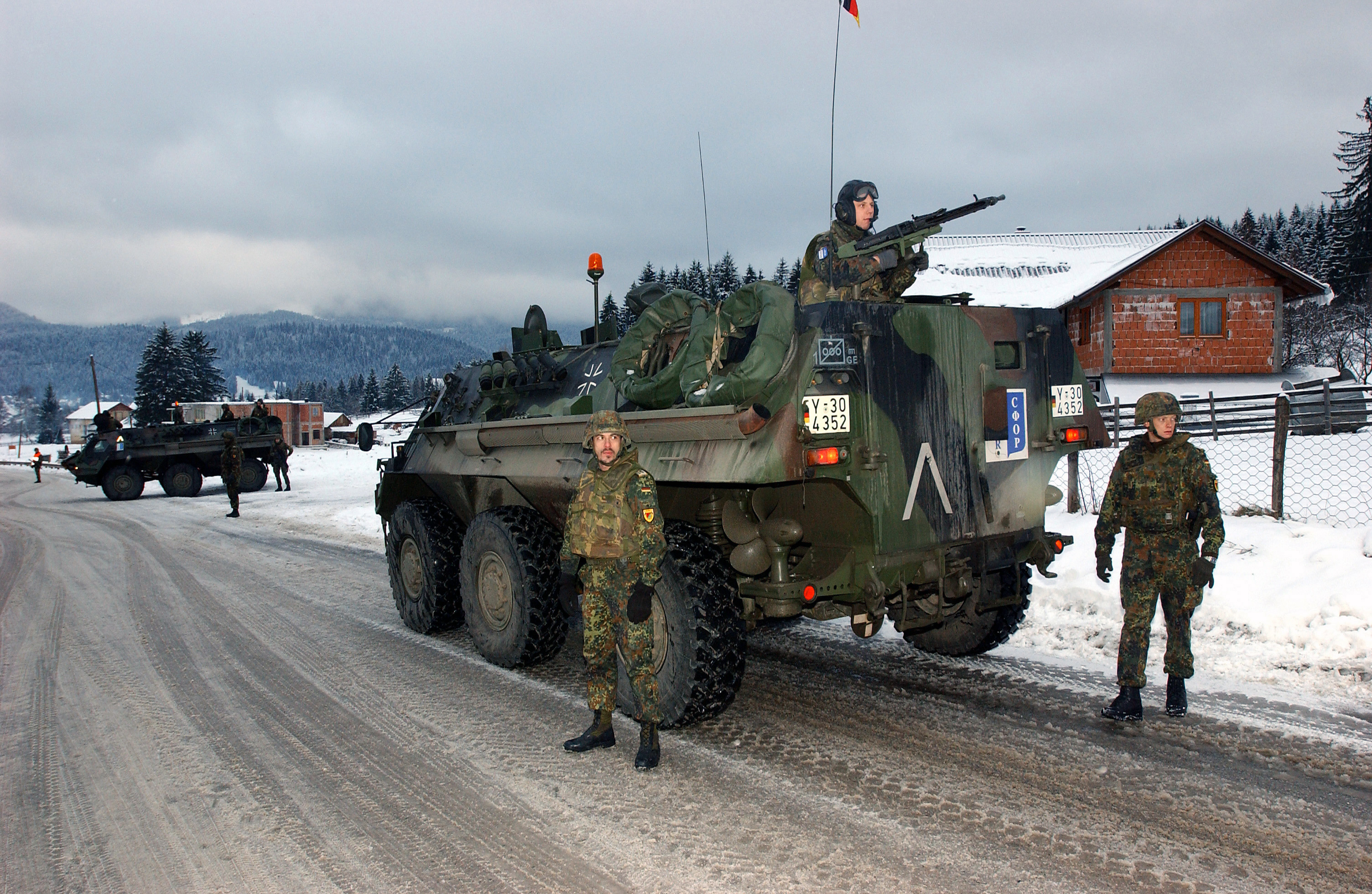
Fuchs van Duitse SFOR-troepen (2004). De mitrailleur achterop is goed te zien

De Fuchs is een gepantserd amfibisch wielvoertuig met vierwielaandrijving en schroefaandrijving in het water. Het is in verschillende varianten beschikbaar.

### Constructie
Het voertuig bestaat uit een zelfdragende gelaste romp met kogelbestendig glas en pantserluiken.
Als het pantserluik gesloten is, maakt de chauffeur gebruik van een rijperiscoop. Het is teilgeschottet en biedt de bemanning beperkte bescherming tegen kogels en granaatscherven. De romp is verdeeld in een bestuurderscompartiment of cabine, motorcompartiment en transportruimte. De cabine is verbonden met de transportruimte door een smalle, lage doorgang die aan de rechterkant langs het machinecompartiment loopt. Ter bescherming tegen NBC-wapens hebben alle versies een NBC-beschermings-overdruksysteem met een capaciteit van 3 kubieke meter per minuut. Voor het rijden bij duisternis kan de chauffeur de periscoop verwisselen voor een HV-periscoop. In het water wordt het voertuig aangedreven door twee schroeven. De boeggolfkeerplaat die nodig is voor het varen kan hydraulisch omhoog worden gezet.
De voorruit van kogelwerend glas kan van buitenaf worden afgedekt door een kogelwerend scherm dat van binnenuit kan worden bediend. Ook de zijruiten van kogelwerend glas kunnen worden afgedekt door een kogelwerend scherm.

### Aandrijving
De Fuchs wordt aangedreven door een 12763 cc V8-cilinder dieselmotor OM 402A van Mercedes-Benz. De motor heeft twee uitlaatgasturbo’s en levert een vermogen van 235 kW (320 pk) bij 2500 rpm. De maximale snelheid is 96 km/u en kan voor korte tijd worden verhoogd tot 130 km/u. De minimale snelheid is 4 km/u. Door de permanente vierwielaandrijving heeft de Fuchs op de weg en in het terrein grote mobiliteit en veiligheid. De twee voorste assen zijn bestuurbaar, en maken een draaicirkel van 17 meter mogelijk. Het chassis heeft een bodemvrijheid van 40 cm.
De Fuchs is amfibisch, hoewel de A1 EloKa, A2 Funk en A5, A7 en A7 varianten dat niet (meer) zijn. In het water geschiedt de voortstuwing met roerpropellers met mechanische transmissie. De twee schroeven zitten aan een speciale behuizing ("pod") achter het achterste wiel. De pods kunnen 360° geroteerd worden. De schroeven worden aangedreven via een steekas vanaf de aandrijfas. Tijdens het varen neemt de voertuigcommandant besturing over en bedient vanuit het bijrijdersluik de schroeven via een afstandsbediening, de zogenaamde "Schwimmgriff". De bestuurder ondersteunt de stuurbewegingen van de commandant door mee te sturen. De snelheid van de tegengesteld draaiende schroeven is evenredig met het motortoerental en wordt geregeld door de bestuurder. De Fuchs bereikt een vaarsnelheid van maximaal 10 km/u (5,5 knopen).

### Bewapening
De bewapening van de Fuchs is voornamelijk bedoeld voor zelfverdediging. Veel voertuigen hebben een tot drie machinegeweren op affuiten: het ringaffuit bij het bijrijdersluik wordt het meest gebruikt. Andere mogelijke posities voor een affuit zijn bij het achterste transportluik en bij het de commandantenluik midden op het voertuig.
Verdere bewapening is afhankelijk van de variant. De medische versies zijn onbewapend.
Iedere Fuchs heeft een rookgranaatlanceersysteem met zes bussen gemonteerd aan de linker zijkant van het voertuig.
Er is gewerkt aan een extra gepantserde Fuchs met een Rheinmetall 20mm Rh 202 kanon in een koepel van KuKA AG (Keller & Knappich Augsburg, nu onderdeel van Rheinmetall). Deze Fuchs KRK zou daarmee een ongeveer gelijke vuurkracht hebben als de “Schützenpanzer Marder” infanteriegevechtsvoertuig. Vanwege technische problemen is het project in 1999 gestopt.
De A8A3A1 PzAufKlGrp is voorzien van het Remote Weapon Station FLW200 van Krauss-Maffei Wegmann.

### Elektronische beveiliging

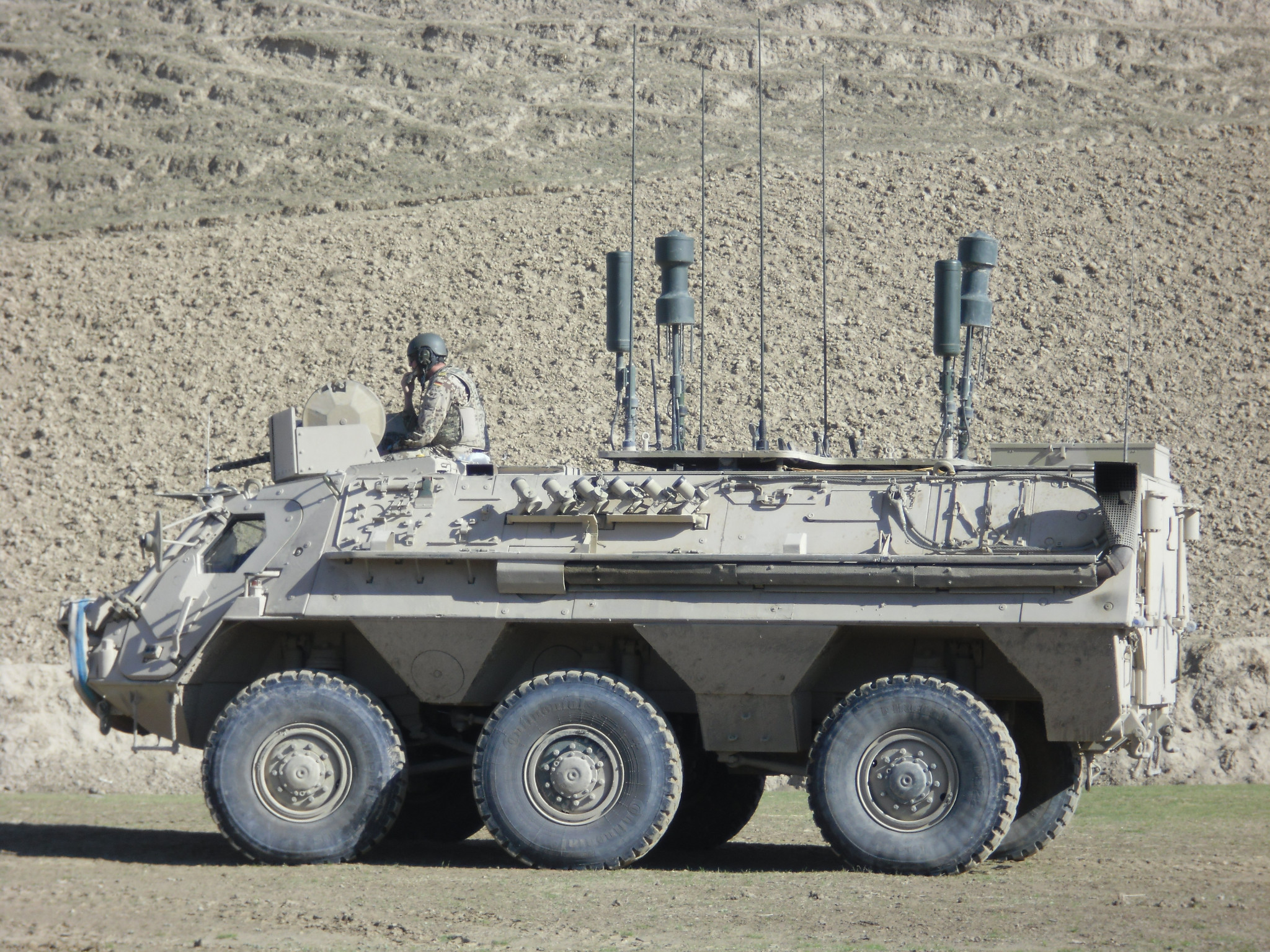
TPz Fuchs 1 EloKa met stoorsysteem tegen op afstand bedienbare IED’s in Afghanistan.

Bij de inzet in Bosnië en Afghanistan kwam het gevaar van antitankmijnen en IED (improvised explosive device) naar voren. Als bescherming worden verschillende in het Engels als "jammer" of "Counter-IED" aangeduide systemen op de Fuchs geplaatst, die beschermen tegen op afstand bedienbare explosieven

## Duitsland

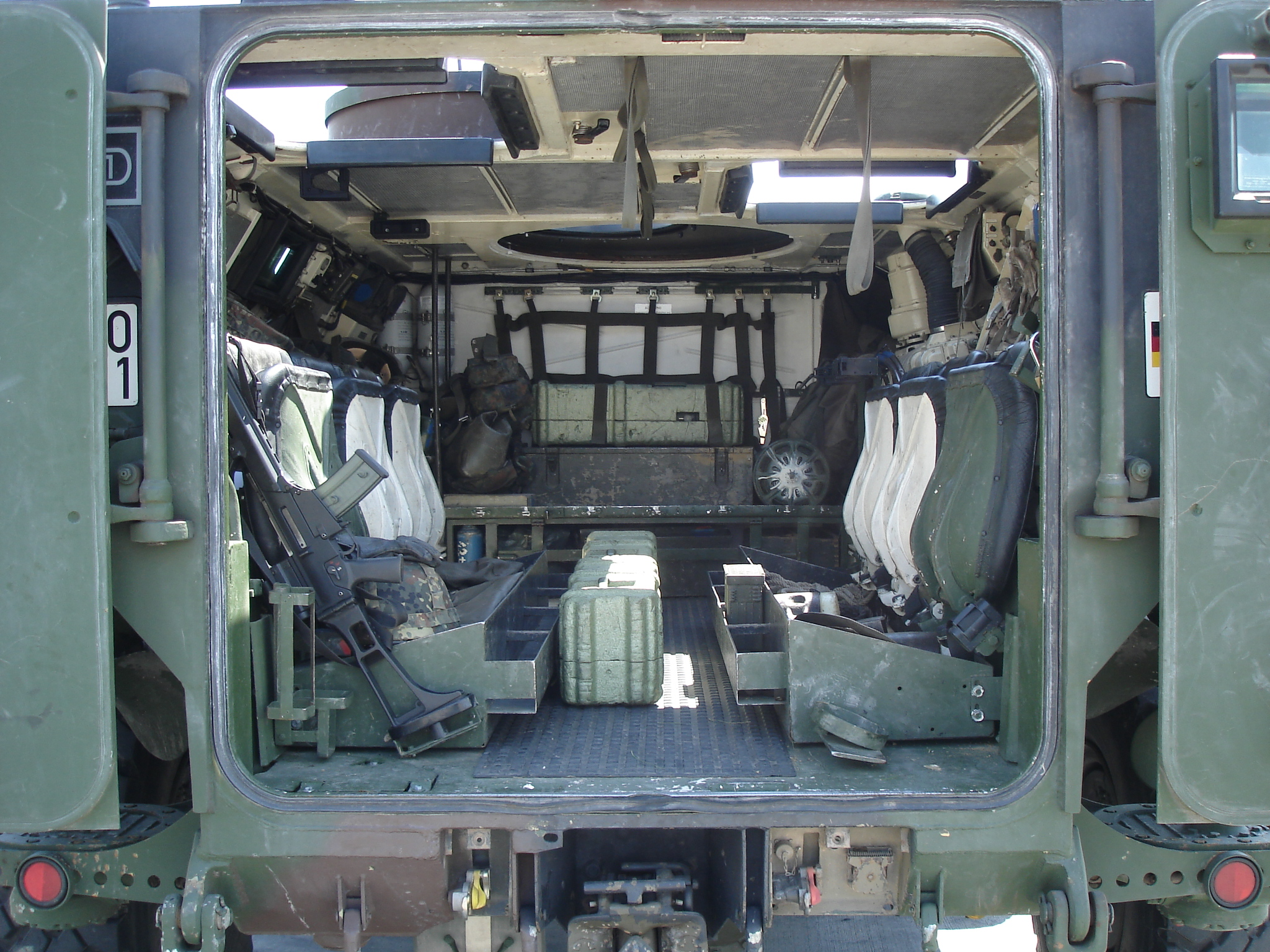
Transportruimte van de TPz 1 Fuchs 1 Pi

Bij de Bundeswehr waren en zijn verschillende varianten van de TPz 1 Fuchs 1 in gebruik. De varianten hebben aanduidingen TPz 1A1 t/m 1A8, en kunnen elk weer voorzien worden van verschillende installatiepakketten (Einbausatz (EBS)) en/of uitrustingspakketten (Rüstsatz (RS)) voor verschillende taken.

### TPz 1 Fuchs 1
Van dit basisvoertuig zijn 504 exemplaren geleverd, in verschillende versies:
- GrpTrpFz (Gruppen-Transportfahrzeug) pantserinfanterievoertuig voor het vervoer van een infanteriegroep bij de pantserinfanterie, verkenningseenheden of bergtroepen. Onder andere in gebruik bij de Duits-Franse Brigade. Voorzien van acht zitplaatsen voor infanteristen en steunen voor wapens en uitrusting. De GrpTrpFz is gemodificeerd (KWS[7] tot de TPz 1A4 versie,
  - GrpTrpFzMILAN (Gruppen-TransportfahrzeugMILAN) Is gelijk aan de GrpTrpFz variant, en met voorzieningen voor de plaatsing van het antitank-wapensysteem MILAN. Het affuit en de apparatuur voor de MILAN worden geïnstalleerd bij het commandantluik. Het voertuig in gebruik bij Panzeraufklärungsgruppe en Jägergruppe. De GrpTrpFzMILAN is gemodificeerd (KWS[7]) tot de TPz 1A4 versie,
- Pi (Gruppenfahrzeug Pioniere). Deze variant is ingericht voor het vervoer van een Pantsergeniegroep inclusief uitrusting en wapens. Het voertuig beschikt over allerlei bevestigings- en opbergmiddelen voor de uitrusting en de munitie van de genisten. Deze variant is herkenbaar aan extra spatborden en de twee brede ronde trommels voor prikkelband/scheermesdraad bovenop. De Pi is gemodificeerd (KWS[7]) tot de TPz 1A4 versie,
- FüFu (Führungs- und Funkfahrzeug). Commandovoeringsvoertuig met drie klapstoelen, een opklapbare tafel, een kaartenwand en soms een draagbaar aggregaat van 5 kW. Deze voertuigen zijn herkenbaar aan de staande antenne aan de rechterkant van het voertuig, verschillende FA-80 voertuigantennes en beugels voor de kabelhaspels boven op het voertuig.
  - FüFu BK (FüFuBK staat voor Funktrupp Brigade Kommandeur). Deze verschilt van de FüFu door een andere antenne, een extra RF-radio (HF-Gerät 400W) en een groot aggregaat op een uitschuifbaar frame. Deze versie wordt gebruikt door de Panzeraufklärung-eenheden (verkenningseenheden).
  - PiFü (Pionierführungsfahrzeug). Deze verschilt van de FüFu doordat er een kluis voor geclassificeerde documenten is geïnstalleerd. Het voertuig was in gebruik bij genieofficieren in de divisiestaf, en als commandovoertuig voor de compagnies- en pelotonscommandanten van de brigadegenie. De PiFü werd vervangen door de Fennek Fü-/ErkdFzg Pi.[8]
- KrKw Gepantserd gewondentransportvoertuig (KrKw = KrankenKraftWagen ((nl)  Ambulance)). Er kunnen maximaal vier liggende of twee liggende en vier zittende gewonden en een verpleger naar de verbandplaats worden vervoerd. Het voertuig is voorzien van een airco. De uitrusting voldoet aan de NAVO-standaard, waardoor uitwisseling van uitrusting met andere krijgsmachten mogelijk is. Conform de Eerste conventie van Genève is het voertuig voorzien van het Rode Kruis-teken en heeft het geen bewapening. De KrKW is gemodificeerd (KWS[7]) tot de TPz 1A4/A4A1 versie.

### TPz 1A1 Eloka
In de jaren 1970 had de Bundeswehr behoefte aan een voertuig die de apparatuur van de EOV eenheden kan meevoeren. Daarom is er bij de ontwikkeling van de Fuchs al rekening gehouden met een “EloKa” (=EOV) variant. Deze versie is niet amfibisch en is herkenbaar aan het ontbreken van een boeggolfkeerplaat, de lagere wielkast tussen de middelste en achterste wiel, de ontbrekende schroeven, de extra wielkast op de plek van de schroef (achter het achterste wiel), het SEA 15 kW aggregaat aan de linkerachterdeur.
Van de Fuchs 1A1 Eloka zijn verschillende varianten:

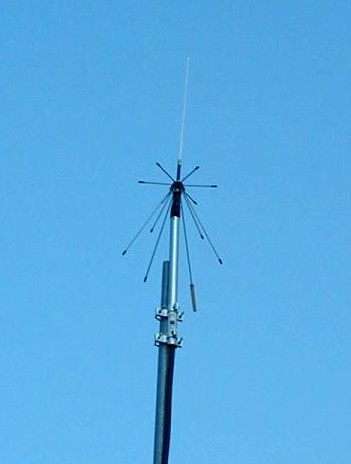
Discone antenne voor UHF en VHF

#### TPz 1A1 Eloka Funkstörpanzer Fuchs „Hummel“
De Hummel (“Hommel”) is herkenbaar aan de twaalf verschillende staafantennes (het meervoudige antennesysteem van de richtantenne LPU) van voor naar achter op het dak. Elke antenne heeft zijn eigen bereik: hoe kleiner het exemplaar, des te hoger de frequentie. In de manschappenruimte is de stoorzender EK33 ingebouwd met een stoorcapaciteit van 2 kW. Frequenties van 20 tot 80 MHz, in alle modulaties, kunnen worden gestoord tot een maximum van 500 MHz. Het storen van spraak- en dataverbindingen vindt plaats in een hoek van 45 graden in voorwaartse richting. Het storen kan zowel stilstaand als bij verplaatsingen in slagorde. De ‘Hummel’ stoort vijandelijke radio-verkeer in twee bereikgebieden: HF (high frequency) korte golf van 3 tot 30 MHz (bereik is niet beperkt tot zichtafstand) en VHF (very high frequency) ultrakorte golf van 30 tot 300 MHz (bereik is beperkt tot zichtafstand). Bij het storen wordt een zoemend geluid voortgebracht, waaraan het voertuig zijn bijnaam ‘Hummel’ (Nederlands: “hommel”) te danken heeft. In 2000 werden (KWS tot TPz 1A5) de voertuigen voorzien van Cassidian SGS-2000-stoorzenders.
Met de Panzerfeldhaubitze 18M auf Geschützwagen III/IV (Sf) “Hummel”, Sd.Kfz. 165 gemechaniseerde Houwitser van de Duitse Wehrmacht heeft de TPz1A1 Störpanzer „Hummel“ alleen de naam gemeen.
„Hummel 0506“
Sinds 2007 is als gevechtswaardeverbetering (KWS-RMB) een verbeterd antennesysteem aangebracht. Verder zijn de voertuigen uitgerust met een VHF-stoorantenne (“Büschelantenne”), een „discone“ UHF scan-antenne en een GSM-stoorantenne (900/1800 MHz). Ten slotte is de LPU met de twaalf vaste antennes vervangen door intrekbare antennes van een VHF-LPD-interferentie-antenne voor het frequentiebereik tussen 80 en 500 MHz gemonteerd. Binnenin zijn een RF-vermogensversterker van 2000W en twee extra SEM80/90 VHF-radio's ingebouwd.
De Hummel 0506 onderschept en stoort VHF radioverkeer, terwijl de Hornisse HF radioverkeer onderschept en stoort.

#### TPz 1A5 EloKa Funkstörpanzer Fuchs „Hornisse“
De Hornisse (“Hoornaar”) onderschept en stoort HF radioverkeer, terwijl de Hummel VHF radioverkeer onderschept en stoort.
De Hornisse is herkenbaar aan een 12m hoge rondomantenne op het dak, en de transportbescherming van de antenne voor op het dak, een metalen frame met gaas. Met hoogfrequente signalen kan de "Hornisse" vijandige radio verstoren tot op 300 km. Het systeem kan vijandig radioverkeer niet alleen "overstemmen" met ruis, maar ook vertraagd doorgeven en opzettelijk "bedriegen".
Met de Panzerabwehrkanone (PaK) 43/1 L/71 auf Geschützwagen III/IV (Sf) “Hornisse”, Sd.Kfz. 164 tankjager van de Duitse Wehrmacht heeft de TPz1A5 Störpanzer „Hornisse“ alleen de naam gemeen.

#### TPz 1A1 EloKa „Peiler“
Hiervan zijn er 87 geleverd. De Peiler is voorzien van een automatisch opklapbare telescopische rondomantenne op het voertuigdak, en daarnaast een aantal losse antennes voor het HF-bereik. De HF/VHF-peilinstallatie wordt gebruikt om zenders te lokaliseren. De "Peiler" heeft een mastsysteem dat tot twaalf meter boven het voertuigdak kan worden uitgevouwen. Het door EADS ontwikkelde peilt radiosignalen in het frequentiebereik van 10 kHz tot 40 GHz. In 2007 heeft de Bundeswehr als (KWS-RMB) een verbeterde richtingszoeker met verbeterd antennesysteem geïnstalleerd.

### TPz 1A2 Funk

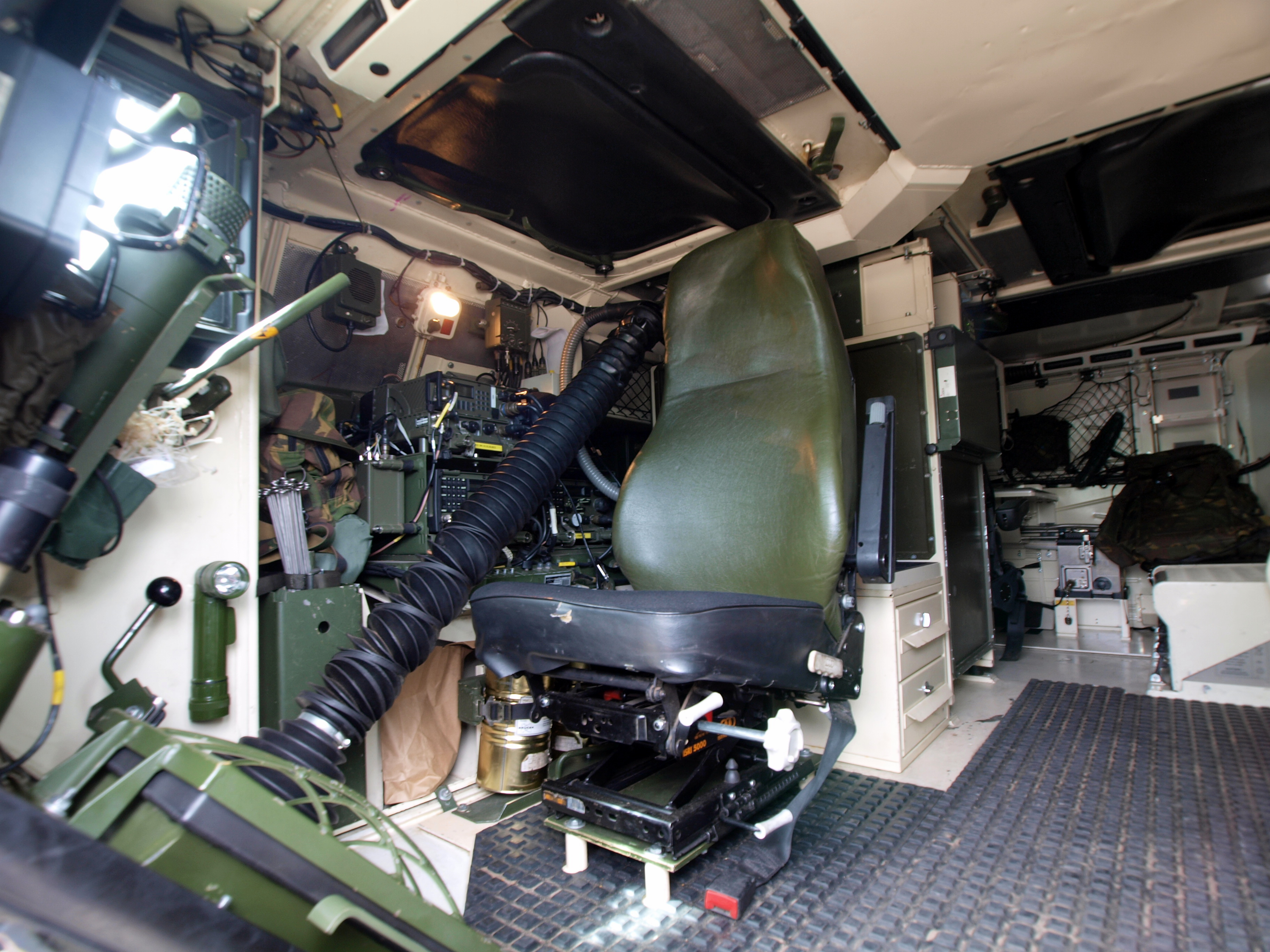
Werkplek NBC verkenner

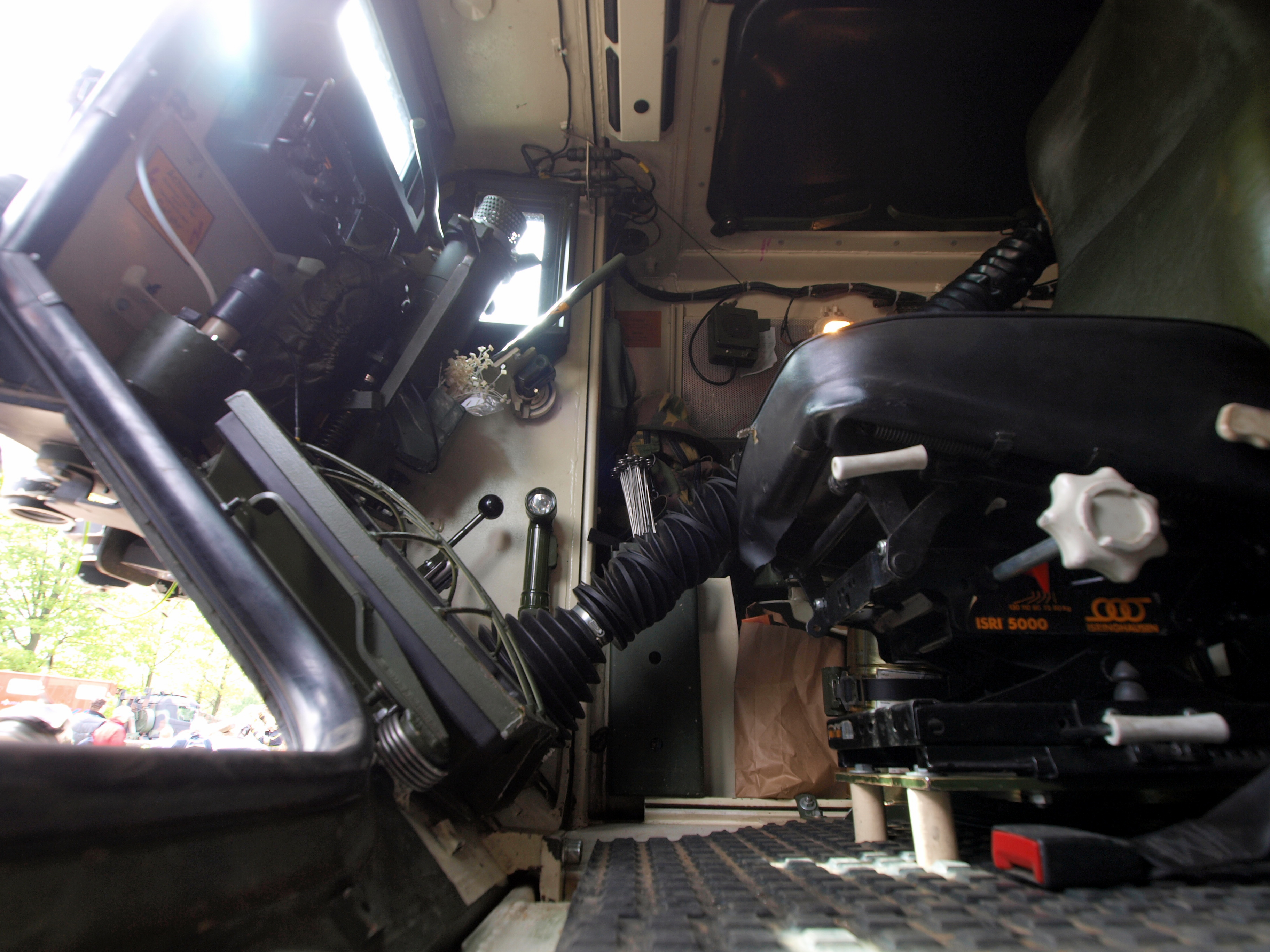
Werkplek NBC verkenner. De raampjes zijn goed te zien

Hiervan zijn er 265 geleverd in verschillende versies. Deze variant is uitgerust met speciale radio-sets. Sommige versies hebben een 5kW-aggregaat (SEA) in de linkerachterdeur of een aircosysteem.
Er zijn verschillende varianten.

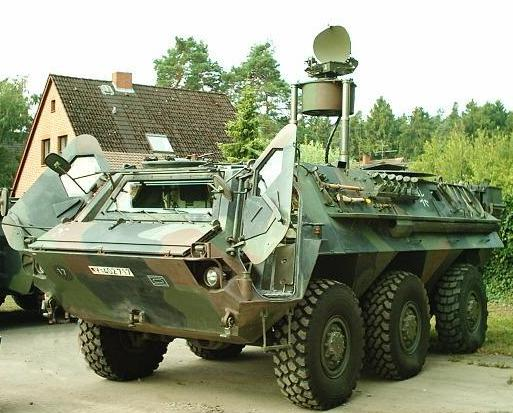
TPz 1A2 Funk PARa

- FüFu (Führungs- und Funkfahrzeug), Deze variant wordt gebruikt om je eigen troepen te leiden. Deze versie heeft een vast aggregaat 5 kW SEA[10] in de linker achterdeur. Bovendien is hij uitgerust met een mast voor de standaardantenne en heeft hij binnenin klaptafels, verschillende radio's (ten minste drie) en een kaartenbord.
  - PARa (PanzerAufklärungsRadar). De PARa versie is uitgerust met de gevechtsveldbewakingsradar RASIT, en is in gebruik bij gepantserde verkenningseenheden. Met de radar wordt het terrein overdag dag, 's nachts en bij verminderd zicht bewaakt. De Franse DR PT 2a RASIT (Radar d’Acquisition et de Surveillance Intermédiaire), kan zowel op het voertuig als erbuiten worden opgezet. De radarantenne kan op een mast tot 1,80 m boven het voertuig opgesteld worden, waardoor individuen op afstanden tot 6000 m, groepen personen tot 8000 m en voertuigen en helikopters tot 20.000 m gedetecteerd kunnen worden. Verder heeft het voertuig een navigatiesysteem en Zielwegschreiber worden geregistreerd bij de doelstellingen en paden in kaart. Deze versie heeft een vaste stroomgenerator 5 kW SEA[10] in de linker achterdeur.
  - FüFuFlaFü (Führungs- und Funkfahrzeug für Flugabwehrführung). De Fuchs FlaFü heeft, naast de FüFu-installatiekit, de aanvullende set-upset Luchtdoelgeleiding (FlaFü) voor het luchtverdedigings- en gevechtsleidingssysteem HFlaAFüSys (Heeresflugabwehr-Aufklärungs- und Gefechtsführungssystem). Het voertuig werd gebruikt door de Luchtdoelartillerie en diende als commandovoertuig voor de Gepard en Marder Roland eenheden. De FlaFü heeft extra radio's, instrumenten voor brandbestrijding en extra antennes. Extern zijn deze voertuigen herkenbaar aan de rechthoekige dakkoffers en de opbergdoos op de linker achterdeur, waar bij andere versies de vaste stroomgenerator 5 kW SEA[10] in zit. Deze versie heeft geen vaste stroomgenerator 5 kW SEA[10].

### TPz 1A3 ABC-Spürpanzer Fuchs
Hiervan zijn er 140 geleverd aan de Bundeswehr. De TPz 1A3 ABC-Spürpanzer Fuchs is een NBC-verkenningsvoertuig. Hij is voor zijn verkennings- en detectietaak uitgerust met een uitgebreid assortiment sensoren. Het doel van NBC-verkenning is het onderzoeken van een NBC-dreiging of aanval. De bemanning kan besmet vloeistof analyseren en identificeren en besmet gebied afzetten. De Fuchs is uitgerust met instrumenten voor het nemen van grondmonsters. Aan de achterzijde kan beschermd vanuit het voertuig met een rubber handschoen worden gewerkt.
De Spürpanzer Fuchs is amfibisch en heeft schroeven en een boeggolfkeerplaat.
De bemanning bestaat uit vier personen: chauffeur, commandant en 2× NBC-verkenner. Het voertuig is uitgerust met o.a. een markeringsuitrusting, warmtebeeldkijker en mobiel weerstation
Met de dankzij een overdruksysteem gasdichte Fuchs-NBC kunnen vanuit het voertuig bodem-, lucht- en watermonsters worden genomen. Dit kan ook tijdens verplaatsingen bij maximaal 30 km/u. Speciale sensoren geven op de computer aan wat de staat van de buitenlucht (gasmengsel) is. De geïntegreerde database herkent daarbij ruim 30.000 stoffen. Met de interim gasverkenningsuitrusting (IGVU) kunnen de vijandelijke stoffen worden geanalyseerd.
De mobiele massaspectrometer MM-1 voor het analyseren van chemische strijdmiddelen is ontwikkeld door Bruker-Franzen Analytik GmbH in Duitsland en combineert massaspectrometrie en gaschromatografie. Vele tientallen schadelijke agentia kunnen worden gedetecteerd, waarna duidelijk is om welke hoofd- of subgroep strijdmiddelen het gaat. NBC-strijdmiddelen in concentraties lager dan één miljardste gram worden binnen dertig seconden ontdekt.
De Fuchs-NBC is niet toegerust voor het detecteren van biologische strijdmiddelen (bacteriën, toxinen, virussen).
De Fuchs-NBV beschikt ook over apparatuur om lokale meteorologische gegevens te verzamelen die nodig zijn om voorspellingen te kunnen doen over NBC-gevarengebieden.
De Spürpanzer is gemodificeerd (KWS) tot de TPz 1A6 versie.

### TPz 1A4
Na KWS wordt de basisversie aangeduid als TPz 1A4 Fuchs.

### TPz 1A5
Bij de KWS zijn de A1 EloKa en A2 Funk voertuigen onder andere voorzien van de radio's SEM 80/90.
Sindsdien de TPz 1A1 Fuchs EloKa aangeduid als TPz 1A5 Fuchs EloKa en wordt de TPz 1A2 Funk aangeduid als TPz 1A5 Funk.
De 1A5 Funk versie is te herkennen aan op de bakvormige bevestiging van het aggregaat aan de linker achterdeur en de demper van het SEA 15 kW aggregaat aan de linkerkant van het voertuig.

### TPz 1A6 ABC-Spürpanzer Fuchs
Na KWS wordt de TPz 1A3 ABC-Spürpanzer Fuchs aangeduid als TPz 1A6 ABC-Spürpanzer Fuchs.

### TPz 1A7
Vanaf de variant 1A7 is de Fuchs niet meer amfibisch en heeft geen boeggolfkeerplaat of schroeven meer. Daardoor is het laadvermogen vergroot.
Fuchs 1A7 MSA (MSA = Modularen Schutzausstattung ((nl)  “Modulair pantser”)). Deze versie is voorzien van aanvullende bepantsering meestal aangebracht in de vorm van pantserplaten (modules) aan de buitenzijde van het voertuig).

### TPz 1A8
Ervaringen in Afghanistan leidden tot ingrijpende wijzigingen aan de Fuchs. Voor de nieuwste versie 1A8 werd de onderzijde van de romp versterkt met extra beschermplaten, versterkingen in de wielkasten beter beschermd tegen mijnen en IED’s. Voor extra bescherming tegen beschietingen en explosieven zijn de deuren van de 1A8 zwaarder gepantserd. De voorruit van kogelvrij glas kan van buitenaf worden afgedekt door een kogelwerend scherm dat van binnenuit kan worden bediend. De stoelen achterin zijn niet meer vast op de grond vastgeschroefd, maar hangen vrij. Zo worden de gevolgen van een explosie onder het voertuig. De aanpassingen verhoogden het totale gewicht van de Fuchs 1A8 tot 22,5 ton. De 428-PK 6x6 zwaargewicht wordt aangedreven door een 428-pk 6-cilinder turbodiesel van Mercedes. Er zijn nu 16 varianten van de Fuchs 1A8 bij de Bundeswehr in gebruik. De 1A8 is niet amfibisch.
De 1A8-Varianten die in gebruik zijn bij de Bundeswehr zijn:
- TPz 1 A8A1 DVFü (Datenfernübertragung)
- TPz 1 A8A2 SanBAT (Beweglicher Arzttrupp)
- TPz 1 A8A3 PzAufKlGrp (Panzeraufklärungsgruppe)
- TPz 1 A8A3A1 PzAufKlGrp mit FLW 200 (FLW = fernbedienbare leichte Waffenstation ((en) (nl)  Remote Weapon Station)
- TPz 1 A8A4 PiGrp (Gruppenfahrzeug Pioniere)
- TPz 1 A8A5 FüFu EOD (Führungs- und Funkfahrzeug “Explosive Ordnance Disposal” ((de)  Kampfmittelbeseitigung)), EOD voertuig
- TPz 1 A8A6 PARA (Panzeraufklärungsradar), met Gevechtsveldbewakingsradar RASIT
- TPz 1 A8A7 ABC (ABC Spürpanzer)[25]
- TPz 1 A8A8 KpfmRTrp (Kampfmittelräumtrupp)
- TPz 1 A8A9 JFSCT (Joint Fire Support Team)
- TPz 1 A8A10 KpfmBesTrp (Kampfmittelbeseitigungstrupp)
- TPz 1 A8A11 BrdSchtzTrp (Brandschutztrupp)
- TPz 1 A8A12 GRCP (German Route Clearance Package, Bedienerfahrzeug)
- TPz 1 A8A13 KAI (Kampfmittelaufklärung und –identifizierung) Voorzien van manipulatorarm om verdachte objecten te kunnen pakken en onderzoeken) EOD voertuig
- TPz 1 A8A14 FüFeuL (Führungs- und Feuerleitstelle)
- TPz 1 A8A15 WeGrp (Wettergruppe) Wetterdatenermittlung und -auswertung)
- TPz 1 A8A16 FuTr (Funktrupp) met HF-radio HRM-7400-Reihe
- TPz 1 A8A17 EloKa Störpanzer CG20+[26]

### Vervanging
Geleidelijk aan wordt de Fuchs in Duitsland vervangen door de TPz 2 GTK Boxer die meer comfort en meer bescherming biedt.

## Nederland

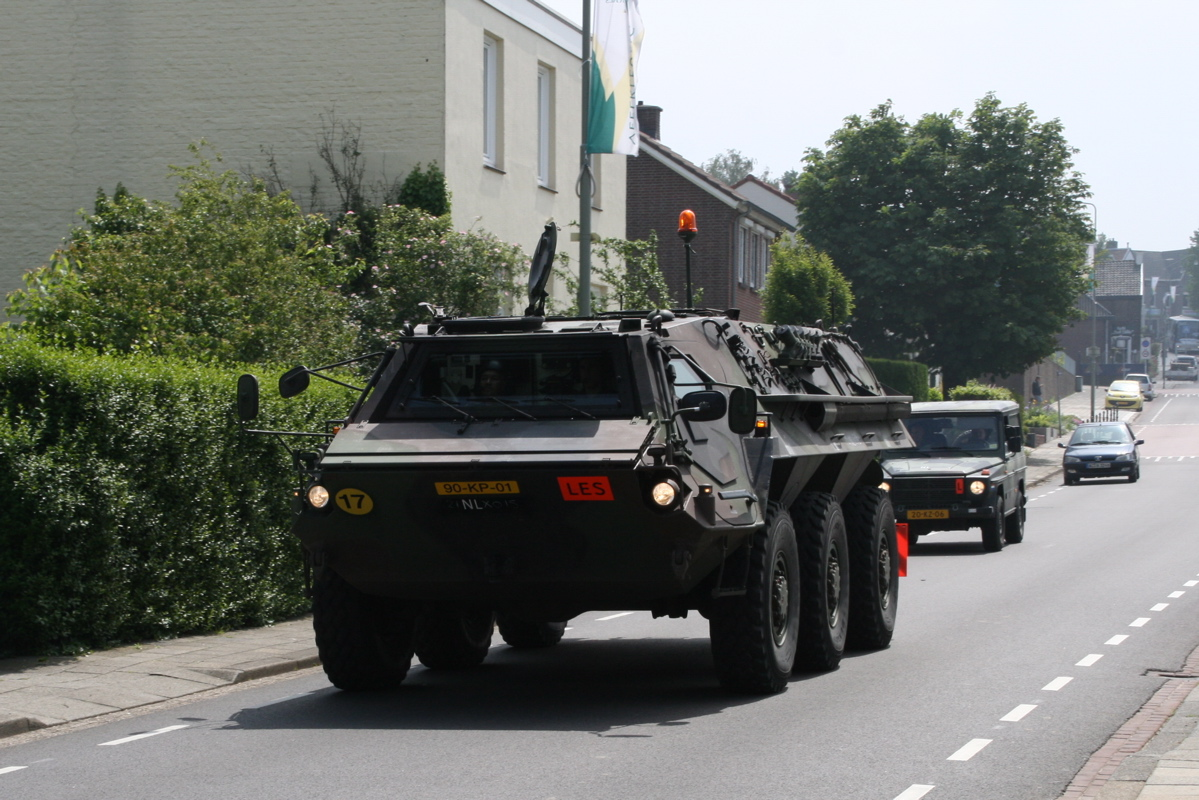
Fuchs rijlesvoertuig

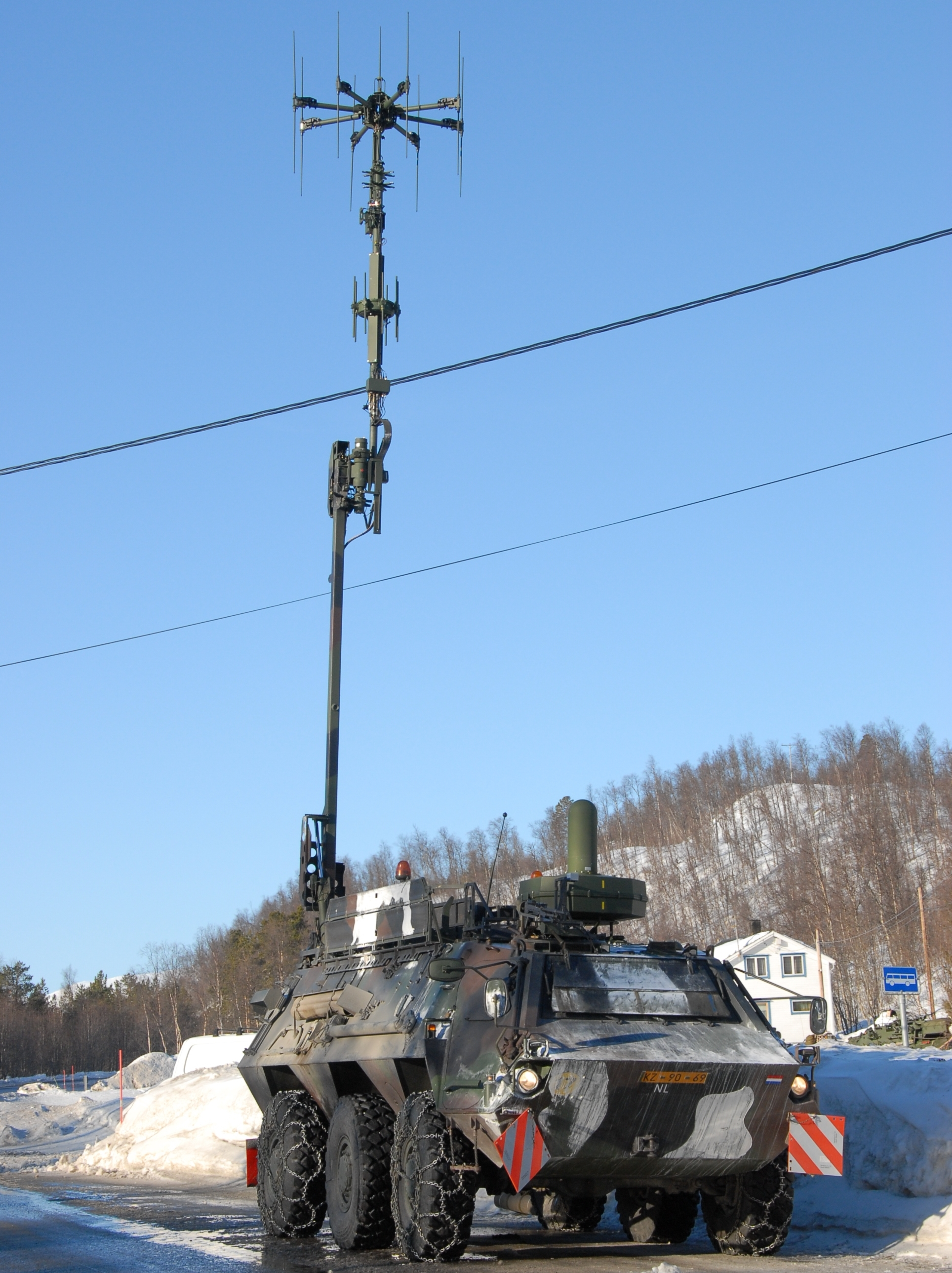
TPz 1A5 EloKa „Peiler“ van 102 EOV-compagnie

In 1988 kocht de Koninklijke Landmacht 24 Fuchs 1 EOV voertuigen. Twaalf hiervan zijn in 2006 omgebouwd tot NBC-voertuig.

### Fuchs EOV voertuig
Tijdens de Koude Oorlog onderkende de Koninklijke Landmacht dat er behoefte was aan tactische ondersteuning op het gebied van elektronische oorlogvoering (EOV). Eind jaren ‘70 werd een intentieverklaring getekend door de staatssecretaris van Defensie om aan te haken bij de Duitse EOV. Daarom werd in 1988 ook door Nederland de Fuchs aangeschaft. en ingedeeld bij de op 23 november 1988 opgerichte 102 EOV-compagnie in Kamp Holterhoek in Eibergen. In 2001 verhuisde 102 EOVcie naar Garderen, en in oktober 2007 naar de Lkol Tonnetkazerne in ’t Harde. In 2018 valt 102 EOV-compagnie onder de inlichtingeneenheid “Joint ISTAR Commando”.
102 beschikte initieel over twee parate pelotons en één mobilisabel, elk bestaande uit een EOV-centrum, vier peilstations TPz 1A1 EloKa „Peiler“en twee stoorzenders TPz 1A1 Funkstörpanzer Fuchs „Hummel“.
In 2018 gebruikt 102 EOV-compagnie vier verschillende stations: een sensorstation, peilstation en twee soorten stoorstations.
- Sensorstation. Op het voertuigdak bevindt zich een automatisch opklapbare telescopische rondomantenne met vijf armen. Het sensorstation onderschept met een 19 meter hoge antennemast radio- en andere datasignalen uit een groot gebied. Het station vormt deze signalen om tot bruikbare informatie. Hiermee krijgen militairen een beter beeld van wat zich in hun directe omgeving afspeelt.[32][33]
- Peilstation. De TPz 1A1 EloKa „Peiler“. Op het voertuigdak bevindt zich een automatisch opklapbare telescopische rondomantenne met acht armen, en daarnaast een aantal losse antennes voor het HF-bereik.[13] Het peilstation is het ‘kleinere broertje’ van het sensorstation. In combinatie met een ander peilstation of sensorstation lokaliseert de peiler mogelijke (vijandelijke) zenders.[32]
- Stoorstations. Om het gebruik van radio- en dataverkeer onmogelijk te maken voor de vijand onmogelijk, heeft 102 EOV-compagnie twee typen stoorstations. Deze zenden uit op de frequentiegebieden waarmee de vijand communiceert en waar de storing dus nodig is. De voertuigen hebben grote zendvermogens om een groot gebieden te bestrijken.[32] 102 EOV-compagnie beschikt over:
  - TPz 1A1 Funkstörpanzer Fuchs „Hummel“.[13]
  - TPz 1A1 Funkstörpanzer Fuchs „Hornisse“

### Fuchs NBC-verkenningsvoertuig

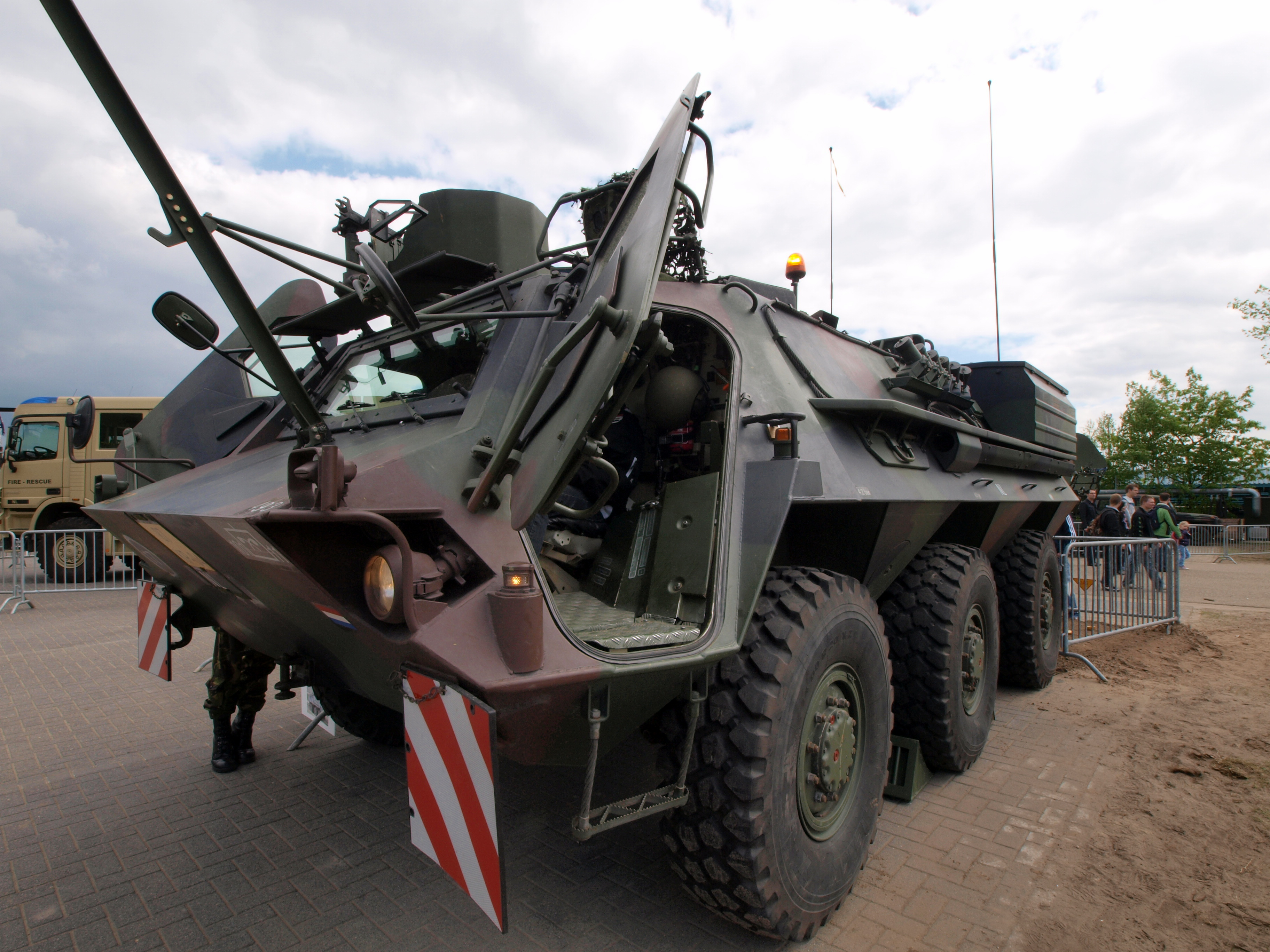
TPz 1A6 “Spürpanzer” NBC-verkenningsvoertuig van 101 CBRN Verdedigingscompagnie

In 2006 liet de Koninklijke Landmacht zes Fuchs peilstations EOV ombouwen tot TPz1 Fuchs A3 “Spürpanzer” NBC-verkenningsvoertuig.
Deze werden ingedeeld bij het daartoe nieuw opgerichte Verkennings- en Detectiepeloton van 101 CBRN Verdedigingscompagnie (opgericht in 2003). 101 CBRN Verdedigingscompagnie is gelegerd op de Prinses Margrietkazerne in Wezep.
Nederland werkt voor opleiding en training samen met Duitsland en Groot-Brittannië. De terminologie bij het verkennen met de Fuchs-NBC is in de Duitse taal; op de Generaloberst Beck Kaserne in het Duitse Sonthofen (Landkreis Oberallgäu, Beieren) zijn de internationale opleidingen gevestigd.

### Vervanging
In 2018 werd bekend dat de Koninklijke Landmacht de Fuchs-NBC's gaat vervangen.

## Gebruikers

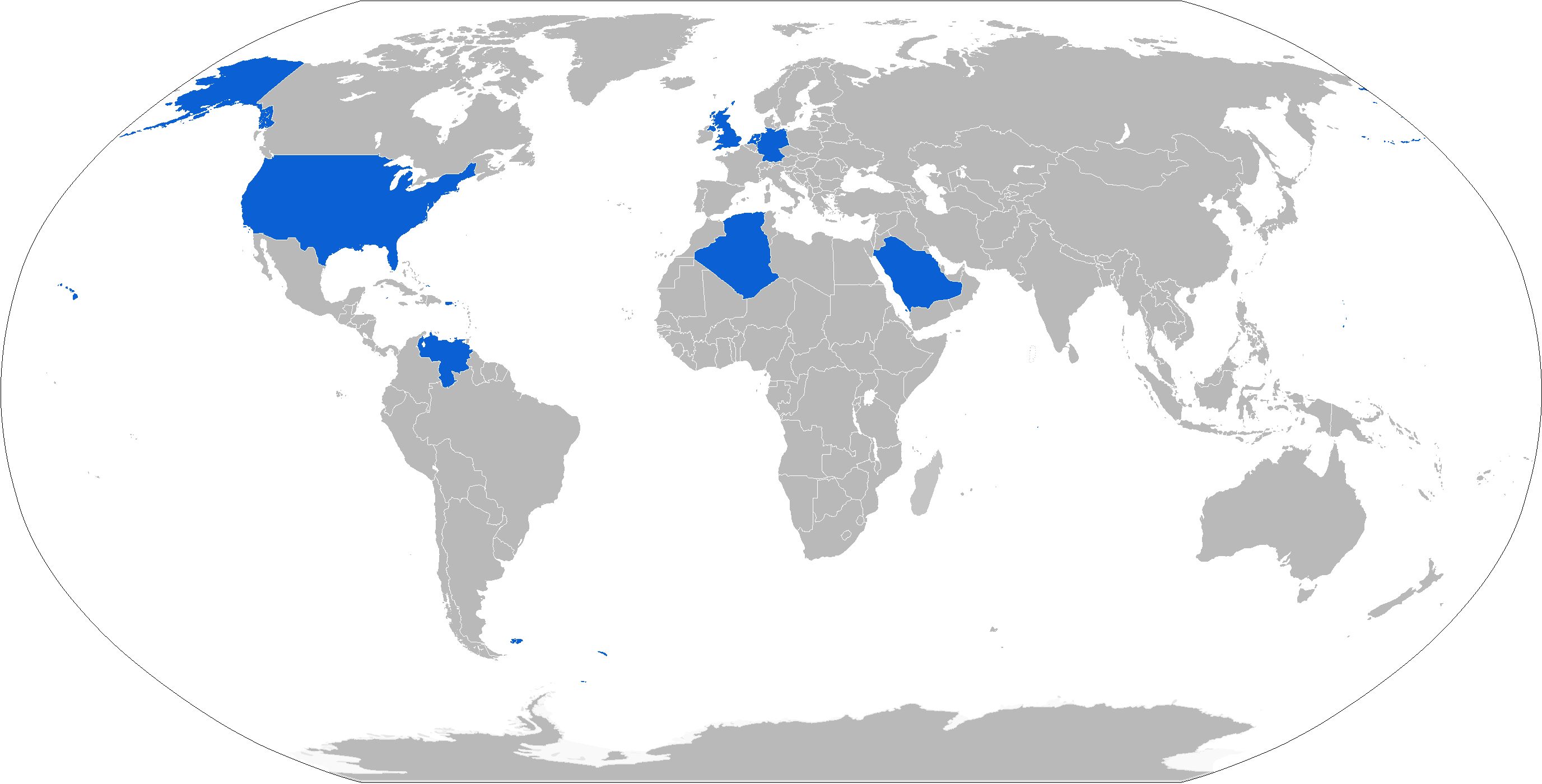
Fuchs gebruikers (2015)

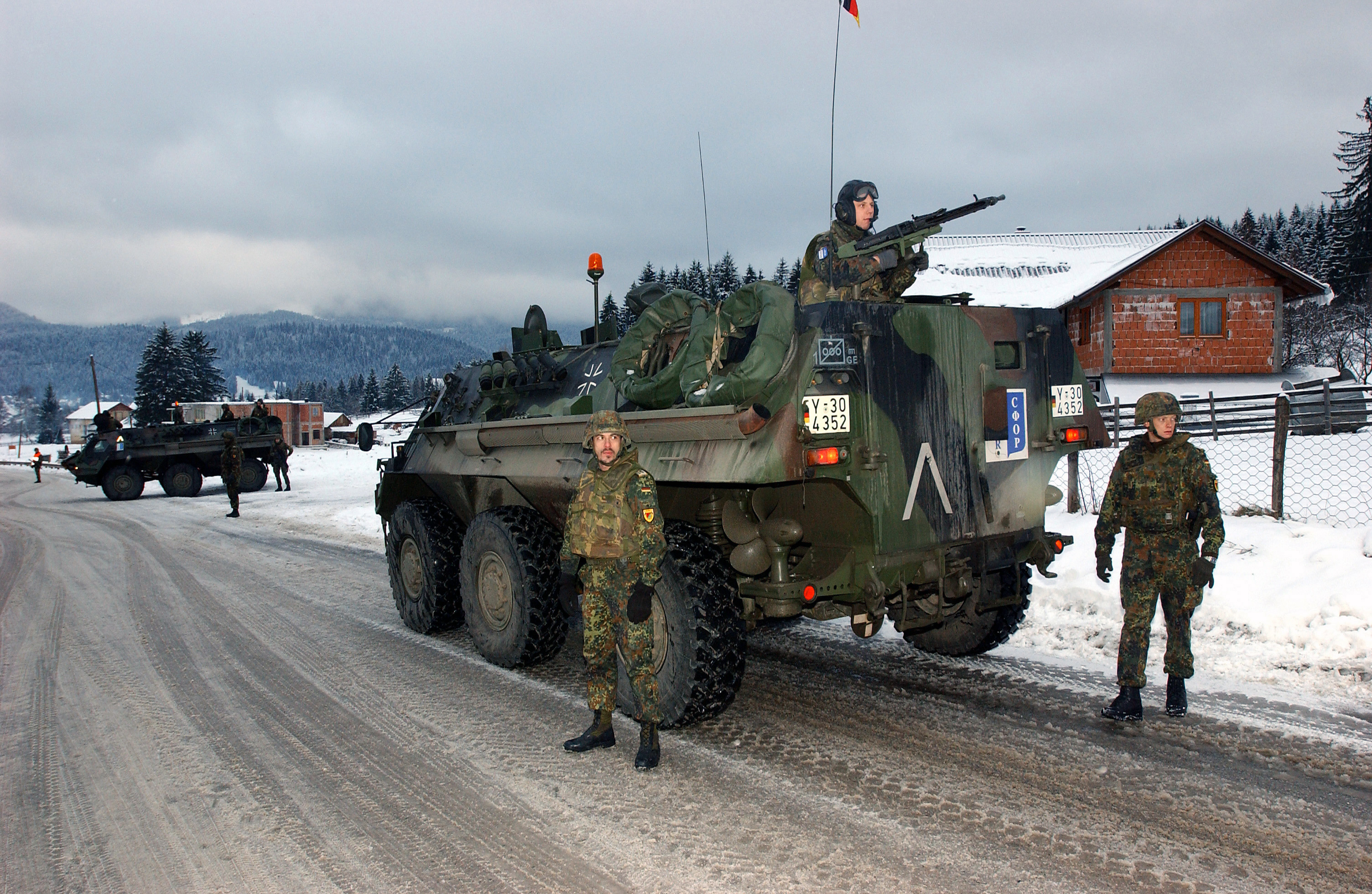
Duitse Militairen van SFOR met TPz1 Fuchs in Pale in Bosnië

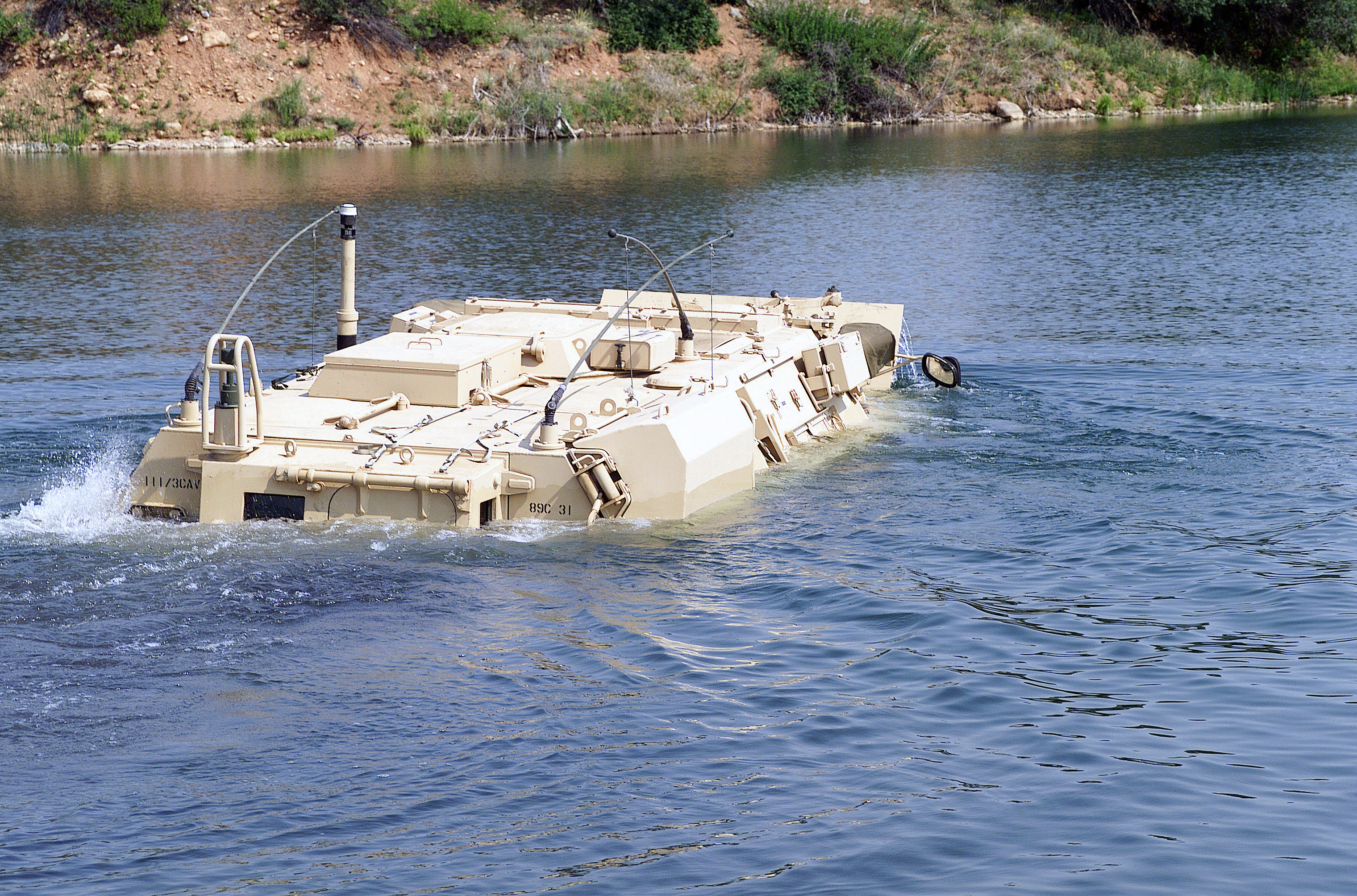
Amerikaanse M93A1 Fox vaart

- Algerije 980× Fuchs 2 benodigd. De eerste 54 daarvan zijn geleverd vanuit Duitsland. De rest wordt in Algerije geproduceerd, hoewel belangrijke onderdelen zoals motor en aandrijflijn in Duitsland geproduceerd blijven worden.[36][37]
- Duitsland Duitsland 996× Fuchs 1 geleverd sinds 1979. 45 Extra geleverd in 1991. Diverse modificaties uitgevoerd, waarvan de laatste 124 voertuigen gemodificeerd zijn tot TPz1A7 en 168 tot de nieuwste TPz1A8 .[4]
- Israël 8× Fuchs NBC’s geleend van de Bundeswehr tijdens de eerste Golfoorlog. Deze zijn daarna waarschijnlijk in Israël in gebruik gebleven..[4]
- Koeweit 11× Fuchs 1.[4] 12× Fuchs 2 NBC-verkenning besteld in 2015. Geleverd vanaf 2017.[36]
- Nederland 24 Fuchs 1 EOV voertuigen geleverd in 2006. 12 Hiervan zijn omgebouwd tot NBC voertuig.[4]
- Noorwegen 8× Fuchs 1 NBC. Twee voertuigen van de Bundeswehr werden vanaf 2004 voor vier jaar verhuurd aan Noorwegen, vervolgens kocht Noorwegen in 2010 zes Fuchs 1A8’s.[4][38]
- Saoedi-Arabië 36× Fuchs 1 geleverd: 14× APC, 8× ambulance, 4× commando post, 10× NBC.[4]
- Turkije 2× Fuchs 1 geleend van de Bundeswehr tijdens de eerste Golfoorlog, en later teruggegeven.[4]
- Venezuela 10× Fuchs 1, besteld en geleverd in 1983. Deze hebben geen NBC-beschermingssysteem, 76 mm rookgranaatlanceerbussen, een 8000 kg lier, een airco systeem, een Rheinmetall eenpersoons cupola met 12.7 mm mitrailleur, en achter op het voertuig een naar achteren gerichte 7.62 mm mitrailleur. De voertuigen zijn amfibisch. Op sommige voertuigen is een 106 mm M40A1 terugstootloze vuurmond gemonteerd.[4]
- Verenigd Koninkrijk 11× Fuchs 1 NBC voertuigen (ex-Bundeswehr) geleverd in 1990. Deze werden uit dienst gesteld in 2011, maar vanaf 2014 werden ze gemodificeerd. 8 Zijn er in gebruik bij het Falcon Squadron, een NBC-verkenningseenheid van het 22 Engineer Regiment dat onder bevel staat van het Royal Tank Regiment. De andere 3 worden gebruikt als reserve voor opleidingen. Het modificatieproject voorziet gebruik van de voertuigen tot 2019.[4][39][40][41]
- Verenigde Arabische Emiraten 32× Fuchs 2 NBC verkenning besteld in 2005.[38] The order comprises 16 NBC reconnaissance vehicles, eight bio vehicles and eight command post vehicles, which will provide the UAE with a complete NBC detection capability linked to a command-and-control system.[38]
- Verenigde Staten 123× (current estimate) Fuchs 1 als M93 Fox.[4] General Dynamics Land Systems (GDLS) bouwt de Fuchs 1 in licentie als M93 Fox NBCRS (Nuclear Biological Chemical Reconnaissance System) vehicle..[42] Eein jaren 80 was de behoefte gesteld op 258 voertuigen. De eerste 48 zouden gekocht worden in Duitsland, de overige 210 zouden in licentie gebouwd worden in de VS.[42] Halverwege de jaten ’90 had de US Army ook 60 gebruikte voertuigen ontvangen van de Bundeswehr voor Operation Desert Storm. Deze werden tijdens de eerste golfoorlog XM93 genoemd. Door bezuinigingen en inkrimping van US Army werden de 210 voertuigen nooit besteld. Tussen 1991 en 2002 ondergingen de 128 amerikaanse voertuigen diverse modificaties, en werden ze hernoemd tot M93A1 standard.[42] In 2005 werden 31 voertuigen verder gemodificeerd in verband met Operation Iraqi Freedom (M93A1P1). Inmiddels zijn deze voertuigen opnieuw gemodificeerd tot M93A1P2.[42] Het precieze aantal M93 Fox NBCRS dat nog in gebruik is bij de US Armed Forces is niet duidelijk. In 2010 waren het 122 voertuigen, 86× M93A1, 22× M93A1P1 en 14× M93A1P2, maar werden er nog steeds A1’s en A1P1s gemodificeerd tot de A1P2 versie. De M93 is in de US Army vanaf 2010 vervangen door de Stryker M1135 NBCRV (Nuclear, Biological, Chemical, Reconnaissance Vehicle).[4][42][43]

In het najaar van 2004 werd bekend dat Duitsland 20 gebruikte Fuchs voertuigen aan Irak zou leveren om de wederopbouw van het Irakese leger te ondersteunen. Uiteindelijk is de levering niet doorgegaan.

## Weblinks
- (de)  TPz Fuchs bei waffenHQ.de
- (de)  60 Sekunden Bundeswehr: Transportpanzer Fuchs (YouTube-Video, 2. Mai 2018)
- (de)  Bundeswehr Classix: Fuchs auf Rädern – Der erste Transportpanzer der Bundeswehr (1980) (YouTube-Video)
- (de)  Bundeswehr Classix: Fuchs klärt auf (1990) (ABC-Spürpanzer-Version, YouTube-Video)